# Euthiconus conicicollis
Euthiconus conicicollis is een keversoort uit de familie van de kortschildkevers (Staphylinidae). De wetenschappelijke naam van de soort werd voor het eerst geldig gepubliceerd in 1855 door Fairmaire en Laboulbèneals Scydmaenus conicicollis.